# Крістоф Вальц
Крістоф Вальц (нім. Christoph Waltz; 4 жовтня 1956, Відень, Австрія) — австрійський та німецький актор. Набув всесвітньої відомості після ролі штандартенфюрера СС у фільмі Квентіна Тарантіно «Безславні виродки», за яку був відзначений преміями «Оскар», «Золотий глобус» та нагородою Канського кінофестивалю за найкращу чоловічу роль.

## Біографія

### Ранні роки
Крістоф Вальц народився у Відні. Його батько Йоганн Вальц працював конструктором сцен, а мати Елізабет Урбанчич — костюмером. Його бабусею за материнською лінією була акторка Бурґтеатру Марія Маєн, а дідусь за лінією вітчима — актор Еммеріх Реймер. Його прабабуся та прадідусь також були акторами театру.
Вальц навчався у Терезианумі та закінчив середню школу у рідному Деблінгу. Після чого вчився акторському мистецтву у Віденській семінарії Макса Рейнгардта, а також у Нью-Йорку в Інституті театру і кіно Лі Стратсберга, де зустрів свою першу дружину.

### Початок кар'єри
Крістоф Вальц почав свою кар'єру в 1977 році, коли дебютував актором театру. Він грав на сценах Цюриху і Кельну, а також у Франкфурті, Гамбурзі, Зальцбурзі й Відні. 1982 року він отримав престижну премію імені Отто Едуарда Хассе. З кінця 1970-х років він грав у численних теле- та кінофільмах, в їх числі роль у серіалі Комісар Рекс.

### Визнання
У 2009 році на екрани вийшов фільм Квентіна Тарантіно Безславні виродки в якому Вальц зіграв роль харизматичного штандартенфюрера СС Ганса Ланда на прізвисько «Жидолов». Ця роль зробила Вальца всесвітньо відомим. За свою гру він отримав велику кількість відзнак: нагороду за найкращу чоловічу роль на Канському кінофестивалі 2009 року, премію Золотий глобус на 67-ій церемонії вручення за найкращу чоловічу роль другого плану, премію «Оскар» за найкращу чоловічу роль другого плану тощо.

### Продовження кар'єри
У 2011 році на екрани вийшло відразу 4 кінострічки за участю Крістофа Вальца: Зелений шершень, Води слонам, Мушкетери, де він зіграв кардинала Рішельє, і трагікомедія режисера Романа Полянського Різанина. У 2012 році на екрани вийшла нова стрічка від режисера Квентіна Тарантіно Джанго вільний, де Вальц зіграв роль мисливця за головами Кінга Шульца, за яку отримав свій другий Оскар за найкращу чоловічу роль другого плану. 1 грудня 2014 року на Алеї слави Голлівуду з'явилася 2536-а зірка – на честь Крістофа Вальца.

## Особисте життя

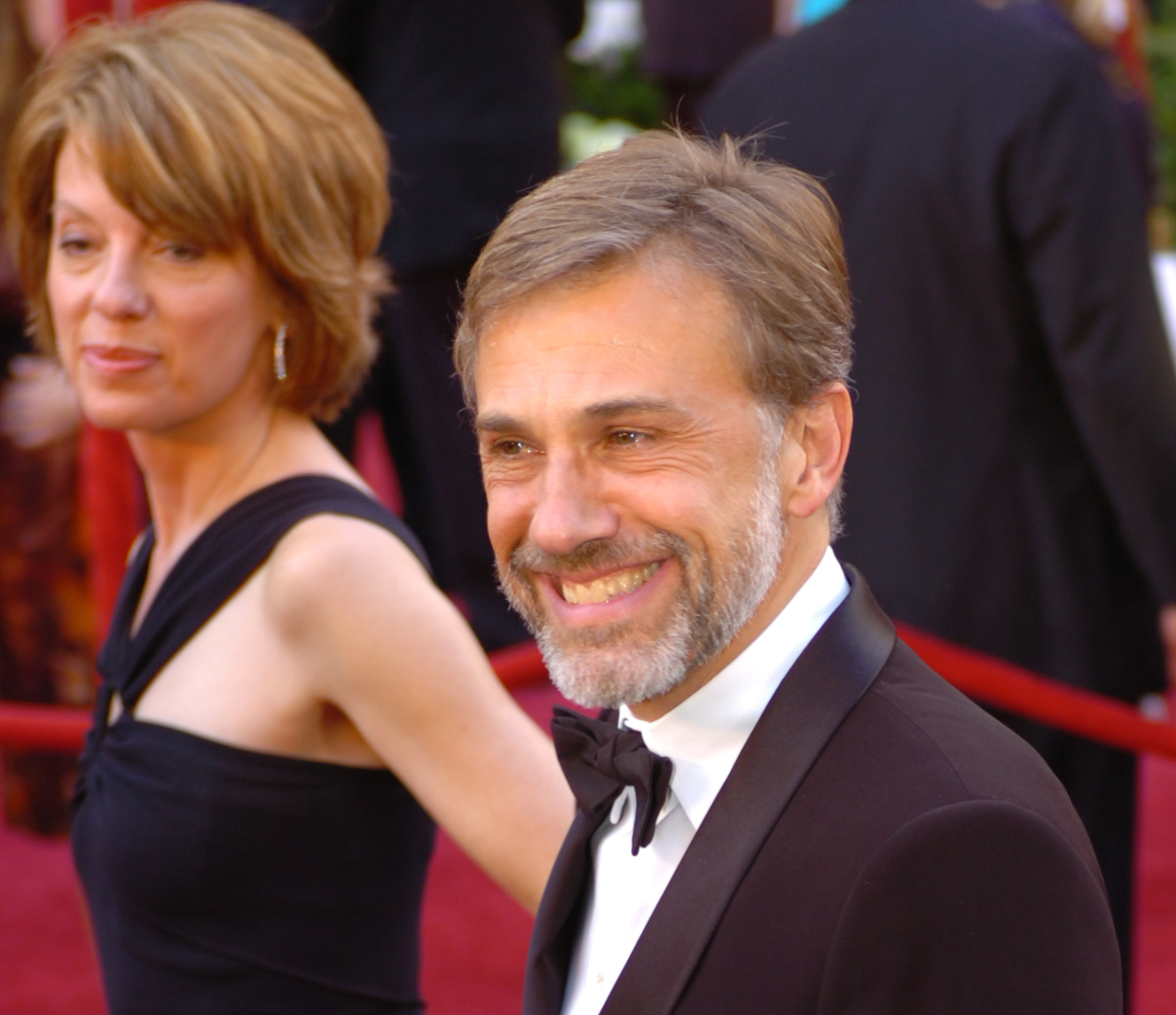
Актор із дружиною Джудіт Хольсте

Першою дружиною актора була Джекі Вальц, з якою він познайомився в Нью-Йорку. Від цього шлюбу він має трьох синів, один з яких сповідує ортодоксальний юдаїзм. Другою дружиною Вальца стала Джудіт Хольсте. Від цього шлюбу він має дочку. Крістоф Вальц сказав в інтерв'ю в 2021 році, що підтримує заходи корони і сердиться на зірок, які скаржаться на захисні заходи.
Окрім рідної Німецької мови, Вальц вільно володіє англійською і французькою, а також знає італійську.

## Фільмографія
| Рік  | Назва                                        | Назва мовою оригіналу                               | Роль                    |
| ---- | -------------------------------------------- | --------------------------------------------------- | ----------------------- |
| 1979 | Пароле Чикаго                                | Parole Chicago                                      | Едуард «Еде» Бредо      |
| 1982 | Вогонь і меч                                 | Fire and Sword                                      | Трістан                 |
| 1986 | Ванфрід                                      | Wahnfried                                           | Фрідріх Ніцше           |
| 1987 | Місце злочину                                | Tatort — Wunschlos tot                              | Інспектор Пассіні       |
| 1988 | Чужоземні роки                               | The Alien Years                                     | Стефан Мюллер           |
| 1991 | Життя за життя                               | Zycie za zycie                                      | Ян                      |
| 1993 | Король останніх днів                         | König der letzten Tage                              | Ян Бокельсон            |
| 1995 | Катерина Велика                              | Catherine the Great                                 | Мирович                 |
| 1996 | Комісар Рекс                                 | Inspector Rex                                       | Пан Вольф               |
| 1998 | Фінальна гра                                 | The Final Game                                      | Кант                    |
| 2000 | Смерть, обман і доля на борту Орієнт Експрес | Death, Deceit and Destiny Aboard the Orient Express | Брайан                  |
| 2000 | Звичайний злочинець                          | Ordinary Decent Criminal                            | Пітер                   |
| 2000 | Падіння каміння                              | Falling Rocks                                       | Луї                     |
| 2003 | Пан Леманн                                   | Herr Lehmann                                        | Доктор                  |
| 2007 | Заручини в Цюріху — сценарій для любові      | Die Zürcher Verlobung — Drehbuch zur Liebe          | Франк «Буйвол» Арбогаст |
| 2007 | Чари                                         | Die Verzauberung                                    | Док. Гельмут Бар        |
| 2008 | Лісова таємниця                              | Das Geheimnis im Wald                               | Ганс Кортманн           |
| 2008 | Смертний гріх                                | Todsünde                                            | Себастіан Флієс         |
| 2008 | Страшний суд                                 | Das jüngste Gericht                                 | Петерс                  |
| 2009 | Безславні виродки                            | Inglourious Basterds                                | Ганс Ланда              |
| 2011 | Зелений шершень                              | The Green Hornet                                    | Бенджамін Чудновський   |
| 2011 | Води слонам                                  | Water for Elephants                                 | Август Розенблют        |
| 2011 | Мушкетери                                    | The Three Musketeers                                | Кардинал Рішельє        |
| 2011 | Різанина                                     | Carnage                                             | Алан Кован              |
| 2012 | Джанґо вільний                               | Django Unchained                                    | Док. Кінг Шульц         |
| 2013 | Епік                                         | Epic                                                | Мандрейк (голос)        |
| 2013 | Нульова теорема                              | The Zero Theorem                                    | Коен Лет                |
| 2014 | Великі очі                                   | Big Eyes                                            | Волтер Кін              |
| 2014 | Нестерпні боси 2                             | Horrible Bosses 2                                   | Берт Генсон             |
| 2015 | 007: Спектр                                  | Spectre                                             | Франц Обергаузер        |
| 2016 | Легенда про Тарзана                          | The Legend of Tarzan                                | Леон Ром                |
| 2017 | Тюльпанова лихоманка                         | Tulip Fever                                         | Корнеліс Сандвоорт      |
| 2018 | Зменшення                                    | Downsizing                                          | Душан Мірковіч          |
| 2019 | Аліта: Бойовий ангел                         | Alita: Battle Angel                                 | Доктор Дайсон Ідо       |
| 2020 | Фестиваль Ріфкіна                            | Rifkin's Festival                                   | Дет                     |
| 2021 | 007: Не час помирати                         | No Time to Die                                      | Ернст Ставро Блофельд   |
| 2021 | Французький вісник                           | The French Dispatch                                 | Борис Шоммерс           |
| 2022 | Піноккіо                                     | Pinocchio                                           | Граф Вольпе             |
| 2022 | Мертвий за долар                             | Dead for a Dollar                                   | Макс Борлунд            |
| 2023 | Магічні двері                                | The Portable Door                                   | Хамфрі Веллс            |
| 2025 | Дракула: Історія кохання                     | Dracula: A Love Tale                                |                         |
| 2025 | Франкенштейн                                 | Frankenstein                                        | доктор Преторіус        |

## Нагороди
- 2009
  - Каннський кінофестиваль: нагорода Найкраща чоловіча роль за фільм Безславні виродки
  - Бамбі: Найкращий закордонний актор за фільм Безславні виродки
  - Премія «Супутник»: Найкраща чоловіча роль другого плану за фільм Безславні виродки[6]
  - Премія Hollywood Film Awards: Найкраща чоловіча роль другого плану за фільм Безславні виродки
  - Асоціація кінокритиків Вашингтона: Найкраща чоловіча роль другого плану за фільм Безславні виродки
  - Асоціація кінокритиків Далласа - Форт-Ворта: Найкраща чоловіча роль другого плану за фільм Безславні виродки
  - Асоціація кінокритиків Лос-Анджелеса: Найкраща чоловіча роль другого плану за фільм Безславні виродки
  - Асоціація кінокритиків Остіна: Найкраща чоловіча роль другого плану за фільм Безславні виродки
  - Асоціація кінокритиків Торонто: Найкраща чоловіча роль другого плану за фільм Безславні виродки
  - Асоціація кінокритиків Чикаго: Найкраща чоловіча роль другого плану за фільм Безславні виродки
  - Гурток кінокритиків Лондона: Найкраща чоловіча роль за фільм Безславні виродки
  - Гурток кінокритиків Нью-Йорка: Найкраща чоловіча роль другого плану за фільм Безславні виродки
  - Гурток кінокритиків Флориди: Найкраща чоловіча роль другого плану за фільм Безславні виродки
  - Спілка кінокритиків Бостона: Найкраща чоловіча роль другого плану за фільм Безславні виродки
  - Спілка кінокритиків Лас-Вегаса: Найкраща чоловіча роль другого плану за фільм Безславні виродки
  - Спілка кінокритиків Сан-Дієго: Найкраща чоловіча роль другого плану за фільм Безславні виродки
  - Спілка кінокритиків Фенікса: Найкраща чоловіча роль другого плану за фільм Безславні виродки
  - Південно-східна асоціація кінокритиків: Найкраща чоловіча роль другого плану за фільм Безславні виродки

- 2010
  - Премія «Оскар»: Найкраща чоловіча роль другого плану за фільм Безславні виродки
  - Премія «Золотий глобус»: Найкраща чоловіча роль другого плану за фільм Безславні виродки
  - Британська академія телебачення та кіномистецтва: Найкраща чоловіча роль другого плану за фільм Безславні виродки
  - Премія «Імперія»: Найкраща чоловіча роль другого плану за фільм Безславні виродки
  - Асоціація кінокритиків телерадіомовлення: Найкраща чоловіча роль другого плану за фільм Безславні виродки
  - Премія спілки онлайн критиків: Найкраща чоловіча роль другого плану за фільм Безславні виродки
  - Національна спілка кінокритиків: Найкраща чоловіча роль другого плану за фільм Безславні виродки
  - Центральна асоціація кінокритиків Огайо: Найкраща чоловіча роль другого плану за фільм Безславні виродки
  - Центральна асоціація кінокритиків Огайо: Найкраща чоловіча роль другого плану за фільм Безславні виродки (з рештою акторів)
  - Премія Гільдії кіноакторів США: Найкраща чоловіча роль другого плану за фільм Безславні виродки
  - Премія Гільдії кіноакторів США: Найкраща чоловіча роль другого плану за фільм Безславні виродки (з рештою акторів)
  - Гурток кінокритиків Ванкувера: Найкраща чоловіча роль другого плану за фільм Безславні виродки
  - Гурток кінокритиків Канзас-Сіті: Найкраща чоловіча роль другого плану за фільм Безславні виродки
  - Премія «Ромі»: Улюблений актор

- 2012
  - Премія «Оскар»: Найкраща чоловіча роль другого плану за фільм Джанґо вільний